# Pradínia
Pradínia é um distrito do município brasileiro de Pirajuí, no interior do estado de São Paulo.

## História

### Origem
Famílias pioneiras do distrito da Pradínia: Arantes, Oliveira, Forte, Prado, Nery, Poloni, Lion, Barbi, Ramos, Loureiro e Perin.
Na época, o fazendeiro, Lúcio Francisco de Oliveira, doou cerca de 18 alqueires de terras para Igreja Matriz, contribuindo desta forma para formação do povoado.

### Formação administrativa
- O Decreto n° 10.118 de 14/04/1939 cria a 2ª zona distrital, com a denominação de João de Castro Prado, distrito de Uru, município de Pirajuí[5].
- Distrito criado pelo Decreto-Lei n° 14.334 de 30/11/1944, com o povoado de João de Castro Prado mais terras do distrito de Uru[6].

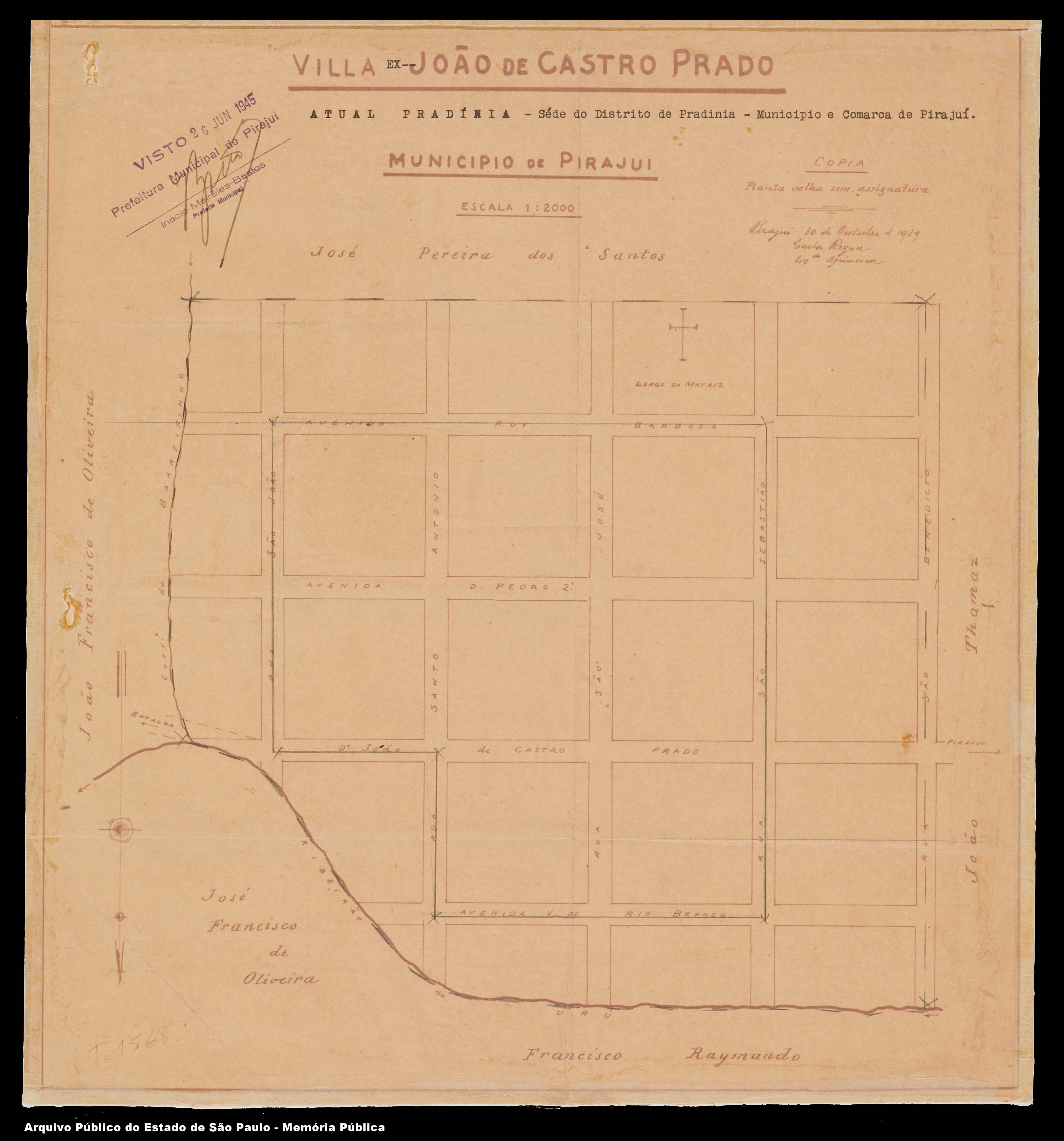
Planta da área urbana original.

### Pedido de emancipação
O distrito tentou a emancipação político-administrativa e ser elevado à município, através de processo que deu entrada na Assembléia Legislativa do Estado de São Paulo no ano de 1953, mas como não atendia os requisitos necessários exigidos por lei para tal finalidade o processo foi arquivado.

## Geografia

### Demografia

#### População urbana
| Crescimento população urbana | Crescimento população urbana | Crescimento população urbana | Crescimento população urbana |
| Censo                        | Pop.                         |                              | %±                           |
| ---------------------------- | ---------------------------- | ---------------------------- | ---------------------------- |
| 1950                         | 306                          |                              | —                            |
| 1960                         | 251                          |                              | −18,0%                       |
| 1970                         | 240                          |                              | −4,4%                        |
| 1980                         | 331                          |                              | 37,9%                        |
| 1991                         | 329                          |                              | −0,6%                        |
| 2000                         | 368                          |                              | 11,9%                        |
| 2010                         | 341                          |                              | −7,3%                        |
| Fonte: IBGE e Fundação SEADE |                              |                              |                              |

#### População total
Pelo Censo 2010 (IBGE) a população total do distrito era de 520 habitantes.

### Área territorial
A área territorial do distrito é de 132,414 km².

### Rodovias
O distrito possui acesso às cidades de Uru e Reginópolis através de estrada vicinal.

## Serviços públicos

### Registro civil
Atualmente é feito no município de Uru, pois o Cartório de Registro Civil das Pessoas Naturais do distrito foi extinto pelo Tribunal de Justiça do Estado de São Paulo, e seu acervo foi recolhido ao cartório do distrito sede daquele município. Os primeiros registros dos eventos vitais realizados neste cartório são:
- Nascimento: 05/07/1939
- Casamento: 22/07/1939
- Óbito: 20/07/1939

### Saneamento
O serviço de abastecimento de água é feito pelo Serviço Autônomo de Água e Esgoto (SAAE). 

### Energia
A responsável pelo abastecimento de energia elétrica é a CPFL Paulista, distribuidora do grupo CPFL Energia.

## Religião
O Cristianismo se faz presente no distrito da seguinte forma:

### Igreja Católica
- A igreja faz parte da Diocese de Lins[19].